# Phlebotaenia cuneata
Phlebotaenia cuneata är en jungfrulinsväxtart som beskrevs av August Heinrich Rudolf Grisebach. Phlebotaenia cuneata ingår i släktet Phlebotaenia och familjen jungfrulinsväxter. Inga underarter finns listade i Catalogue of Life.